# Prunus laurocerasus

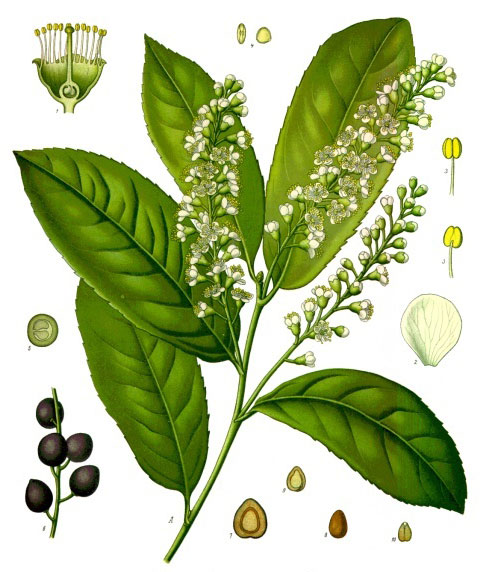
Flores de Prunus lauroceresus

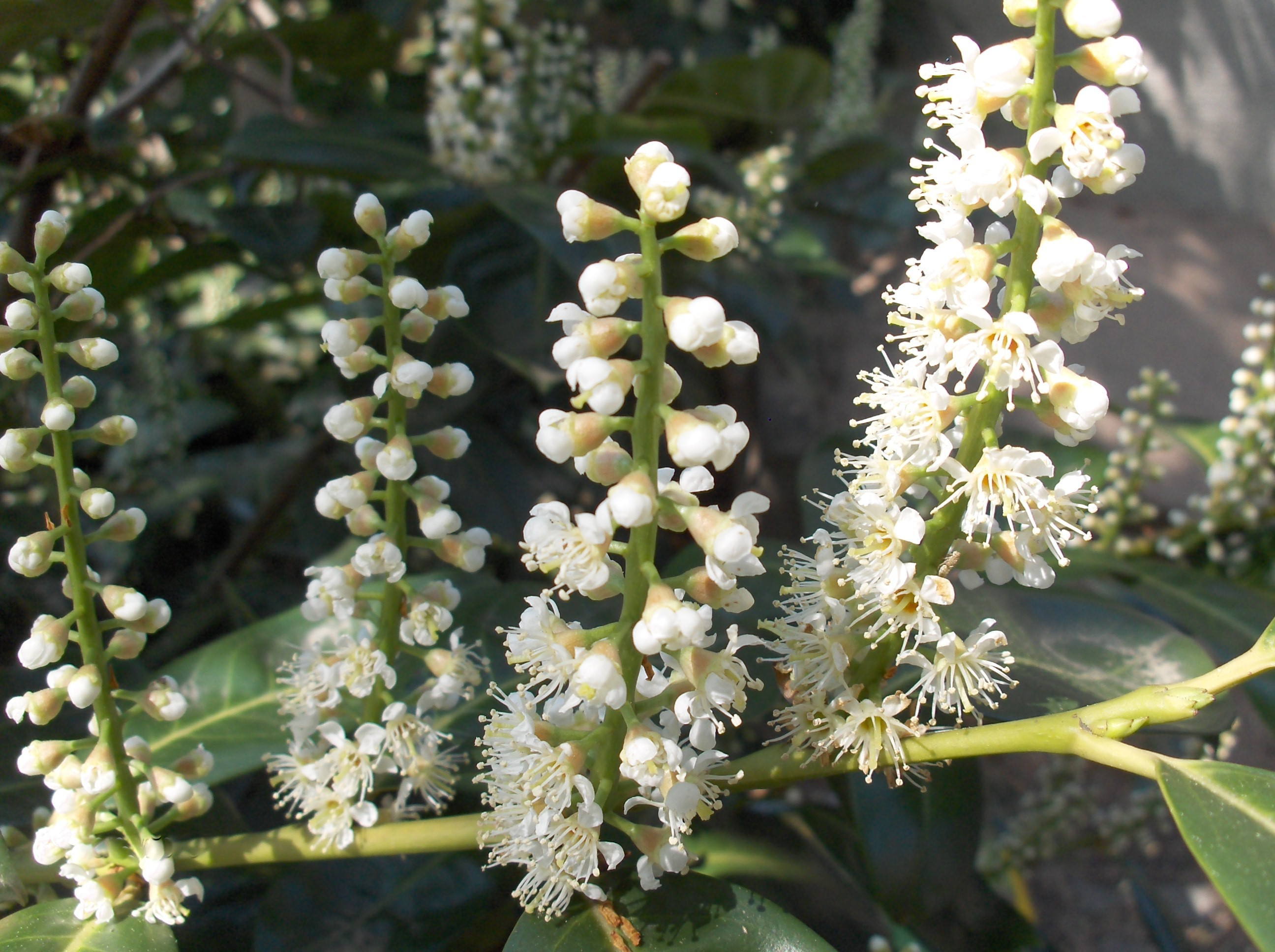
Flores de Prunus laurocerasus.

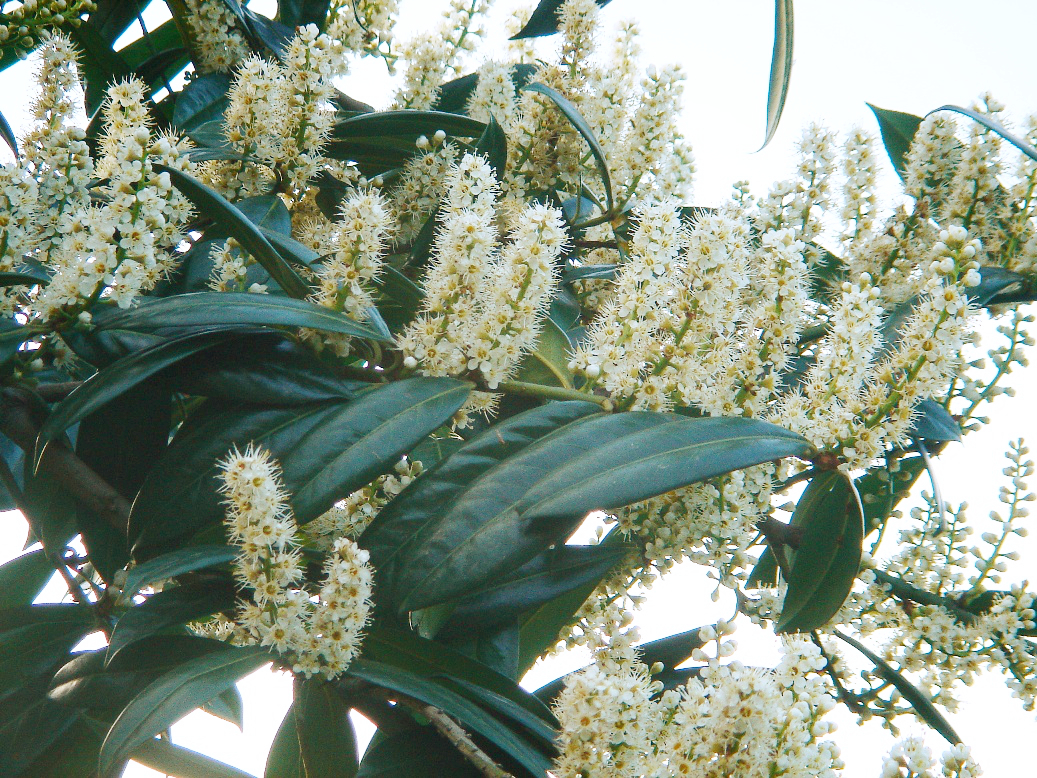
Folhagem e flores.

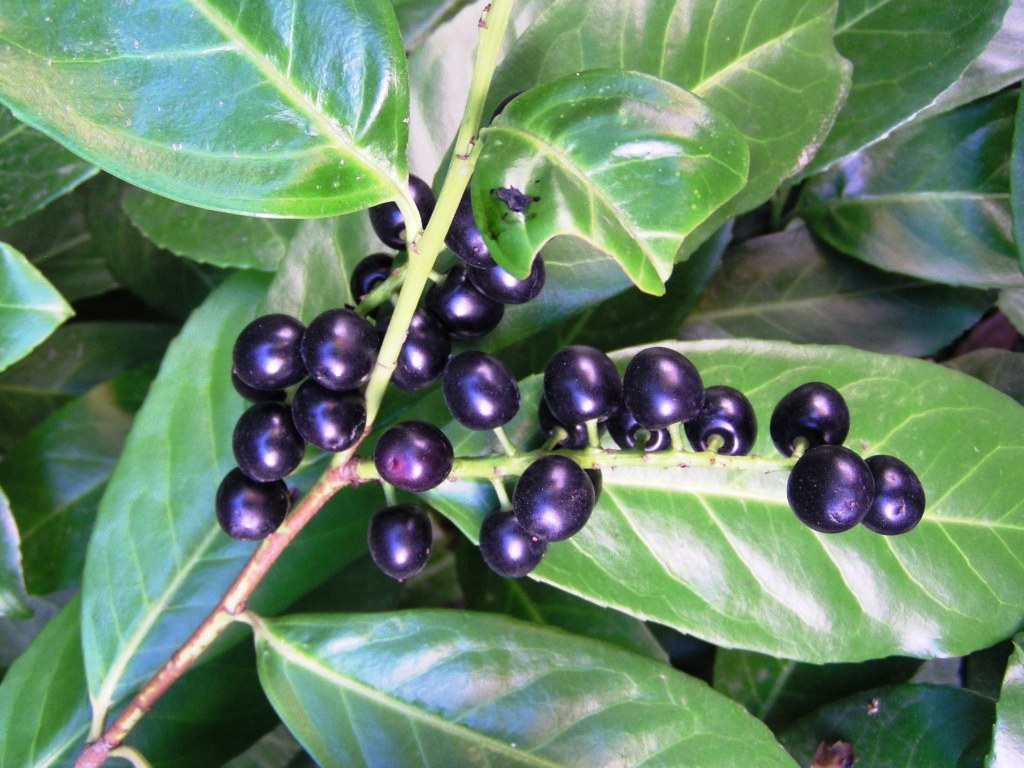
Frutos.

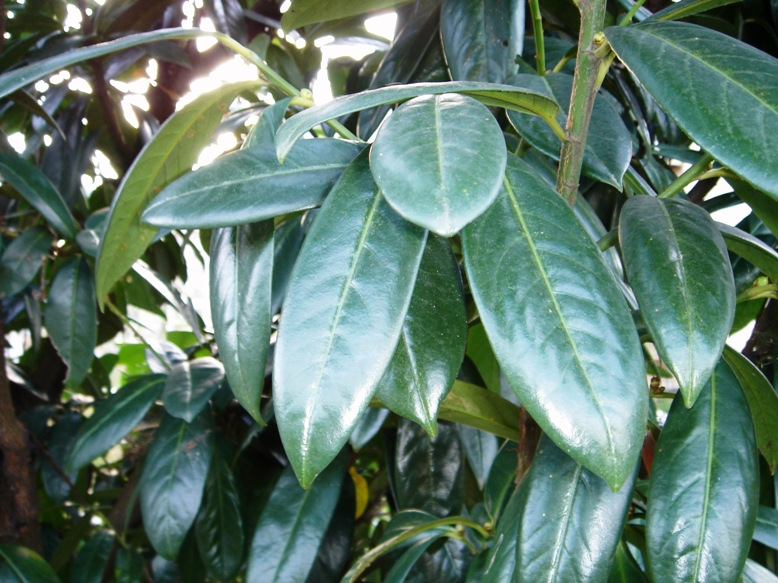
Folhas de Prunus laurocerasus.

Prunus laurocerasus é uma espécie de planta com flor pertencente à família Rosaceae, conhecida pelos nomes comuns de louro-cerejo ou louro-cerejeiro, com distribuição natural nas regiões do sudoeste da Ásia e sueste da Europa em torno do Mar Negro, ocorrendo num território que se estende da Albânia e Bulgária à Turquia, às Montanhas do Cáucaso e ao norte do Irão. A espécie é frequentemente incluída nos subgéneros Cerasus ou Laurocerasus A espécie é cultivada como planta ornamental nas regiões temperadas e frequentemente utilizada em topiária,existindo diversos cultivares com importância comercial.
A autoridade científica da espécie é Lineu, tendo sido publicada em Species Plantarum 1: 474. 1753.

## Descrição
Prunus laurocerasus é um arbusto perenifólio que pode em condições favoráveis atingir as dimensões de uma árvore de médio porte (mesofanerófito), que pode atingir 5 a 15 m de altra, raramente até 18 m de altura, com um tronco que pode atingir 60 cm de diâmetro.
As folhas são ovaladas, de coloração verde-escura, coriáceas e lustrosas, com (5–)10–25(–30) cm de comprimento e 4–10 cm de largura, com margens finamente serradas. Quando trituradas, as folhas podem apresentar um ligeiro odor a amêndoa.
Os botões florais aparecem no princípio da primavera e desabrocham no início do verão. As flores são aromáticas e agrupam-se em racemos axilares com 7–15 cm de comprimento com 30–40 flores. Cada flor tem cerca de 1 cm de diâmetro, com 5 pétalas de coloração branco-cremoso e numerosos estames amarelados. O fruto é uma pequena cereja com 1–2 cm de largura, que adquire coloração negra quando amadurece, em geral no início do outono. Os frutos mantém-se nos racemos produzindo cachos vagamente semelhantes a uvas.
O cheiro a amêndoa emitido pelas folhas quando esmagadas deve-se à sua riqueza em ácido prússico (cianeto de hidrogénio), o que as torna tóxicas para a maioria dos mamíferos e aves. Ao contrário do resto da planta, que é venenosa, os frutos maduros (as cerejas) são comestíveis, ainda que mais suaves e um pouco secos em comparação com o fruto de outras espécies do género Prunus. Contudo, as sementes contidas nas drupas são venenosas, contendo, como o resto da planta, glicosídeos cianogénicos e amigdalina, pelo que a sua ingestão pode causar severo desconforto a humanos.
Conhecem-se notícias da utilização da espécie como planta medicinal desde a antiguidade clássica europeia, sendo-lhe atribuídas propriedades sedantes sobre o sistema nervoso e como estimulante respiratório. Em homeopatia a sua tintura é usada como calmante do sistema nervoso. As sementes, pelo seu elevado teor em ácido prússico são altamente tóxicas e têm o sabor característico das amêndoas amargas.
A folhagem é utilizada como verdura em arranjos de florista. A água de louro-cerejo (em latim aqua laurocerasi), um destilado obtido das folhas verdes da planta, tem uso farmacológico em preparados para a asma, tosses, indigestão e dispepsia e como um sedativo narcótico, mas como na realidade é uma solução de cianeto de hidrogénio, e para mais de concentração incerta, é extremamente perigosa quando utilizada em automedicação. O imperador romano Nero usou aqua laurocerasi para envenenar os poços dos seus inimigos.

## Cultivo e protecção
Prunus laurocerasus é uma planta ornamental frequentemente utilizada em jardins parques nas regiões de clima temperado. É frequentemente utilizada na constituição de bordaduras, sebes e abrigos e em composições em massa utilizadas para fins de paisagismo e arquitectura verde. A maioria dos cultivares são arbustos resistentes que sobrevivem condições de crescimento difíceis, incluindo ensombramento e secura, e que respondem bem à poda, o que torna a espécie uma das preferidas para topiária.
Estão listados comercialmente cerca de 40 cultivares, entre os quais:
- 'Aureovariegata', variegado, folhas com margens amareladas;
- 'Magnifolia', vigoroso, com grandes folhas com até 30 cm de largura e 11 cm de largura;
- 'Otto Luyken' (nomeado em honra de Otto Luyken), forma anã, com pequenas folhas com 10 cm de comprimento e 2–3 cm de largura;
- 'Zabeliana', notável pela sua resistência ao frio invernal.

O cultivar 'Otto Luyken' foi premiado com o galardão Royal Horticultural Society's Award of Garden Merit.
A espécie encontra-se naturalizada em diversas regiões, sendo que em algumas delas (como a Grã-Bretanha e a costa noroeste da América do Norte) é considerada como espécie invasora. O seu rápido crescimento, associado com a sua folhagem perene e tolerância à seca e ao ensombramento, permitem-lhe sucesso competitivo sobre algumas das espécies nativas dessas regiões. A espécie é dispersada pelas aves, que deixam cair as sementes nas suas fezes.
Não se encontra protegida por legislação portuguesa ou da União Europeia.